# Izdavačka kuća Buske
Izdavačka kuća Buske (njemački: Helmut Buske Verlag) je jezikoslovna izdavačka kuća sa sjedištem u Hamburgu. Težište izdavačkog rada su udžbenici, radni materijali, gramatike i rječnici stranih jezika namijenjeni izvornim govornicima njemačkog jezika. 

## Povijest
Izdavačka kuća osnovana je 11. svibnja 1959. kao Helmut Buske Wissenschaftliche Buchhandlung Antiquariat Verlag u Tübingenu, a 1962. preseljena je u Hamburg. 1. siječnja 1992. preuzeo ga je Felix Meiner Verlag, također iz Hamburga.
Od 1. siječnja 2021. Helmut Buske Verlag vodi i izdavačku kuću Dr. Ute Hempen Verlag. Uta Hempen osnovala ju je u Bremenu 1999., tamo su također objavljeni jezični udžbenici i rječnici stranih jezika namijenjeni izvornim govornicima njemačkog jezika, kao i monografije, serije i časopisi iz jezičnih i kulturalnih studija.

## Izdavački program
Izdavačka kuća ima isporučiv program za više od 90 jezika od albanskog do velškog, koji se sastoji od udžbenika, jezičnih kalendara , rječnika i gramatika, časopisa, serija i monografija. Teme obrađene u periodici uključuju egiptologiju, ugro-finske studije i romanistiku. Uz izdavačku produkciju u vlastitoj režiji, nadopunjuje se i naslovima koje distribuira po narudžbi, primjerice od Japanske zaklade ili Državnog instituta za jezik na Sveučilištu Ruhr u Bochumu (LSI).
Pored ostalog Buske je 1997. objavio udžbenik za napredne s gramatikom Kroatisch-Serbisch, koji se koristi na mnogim njemačkim sveučilištima.

## Vanjske poveznice
- Internetska stranica izdavača
- Kronologija internetske stranice izdavača
- Buske izdanja u katalogu Njemačke nacionalne knjižnice